# Херхваши
Херхваши (груз. ხერხვაში) — село в Грузии, на территории Местийского муниципалитета края (мхаре) Самегрело-Верхняя Сванетия.

## География
Село находится в северо-западной части Грузии, к северу от реки Ингури, на расстоянии приблизительно 23 километров (по прямой) к западу от посёлка городского типа Местиа, административного центра муниципалитета. Абсолютная высота — 1425 метров над уровнем моря.

## Население
По результатам официальной переписи населения 2014 года в Херхваши проживал один человек грузинской национальности.
| Год  | Население, человек |
| ---- | ------------------ |
| 2002 | 0                  |
| 2014 | ↗ 1                |